# Kosmos 633
O Kosmos 633 (em russo: Космос 558), também chamado de DS-P1-Yu Nº 68, foi um satélite artificial soviético lançado em 27 de fevereiro de 1974 através de um foguete Kosmos-2I a partir do Cosmódromo de Plesetsk.

## Características
O Kosmos 633 foi o sexagésimo oitavo membro da série de satélites DS-P1-Yu e o sexagésimo segundo lançado com sucesso após o fracasso dos lançamentos do segundo, do vigésimo terceiro, do trigésimo segundo, do quadragésimo, do quadragésimo quarto e do quinquagésimo quarto membros da série. Sua missão era auxiliar sistemas antissatélites e antimíssil soviéticos.
O Kosmos 633 foi injetado em uma órbita inicial de 516 km de apogeu e 280 km de perigeu, com uma inclinação orbital de 71 graus e um período de 92,2 minutos. Reentrou na atmosfera terrestre em 4 de outubro de 1974.